# Nina Simone
Eunice Kathleen Waymon (Tryon, Sjeverna Karolina, SAD, 21. veljače 1933. – Carry-le-Rouet, Francuska, 21. travnja 2003.), poznatija pod pseudonimom Nina Simone, bila je američka pjevačica, kantautorica, pijanistica, aranžerka i aktivistica za građanska prava.
Iako nije voljela da je se kategorizira, Simone se ubraja među jazz glazbenike. Sama je govorila da izvodi crnačku klasičnu glazbu. Isprva je željela postati klasičnom pijanisticom pa njena djela počivaju na klasičnoj osnovi, a pokrivaju velik raspon glazbenih stilova: od jazza, soula, američke narodne glazbe, ritam i bluesa, do gospela i popa. Njen vokalni, bogati alt sa širokim opsegom karakterizira intenzivna strast, prozračnost i karakterističan tremolo. Poznata i pod nadimkom High Priestess of Soul (visoka svećenica soula), veliku je pozornost posvećivala glazbenom izražavanju emocija. U svojim albumima ili koncertima često bi se kretala između intenzivne sreće i tragične melankolije. To je bila karakteristika i njenog privatnog života u kojem je patila od bipolarni poremećaj dijagnosticiranog sredinom šezdesetih godina 20. stoljeća, a držanog u tajnosti do 2004.
Simone je snimila preko četrdeset studijskih i albuma uživo, najveći dio između 1958. godine, kada je objavljen njen prvi album Little Girl Blue, i 1974. godine. Neke od njenih najpoznatijih pjesama su My Baby Just Cares for Me; I Put a Spell on You; I Loves You, Porgy; Feeling Good; Sinner Man; To Be Young, Gifted and Black; Strange Fruit; Ain't Got No-I Got Life; I Want a Little Sugar in My Bowl; Wild is the Wind. Njena glazba i glazbena poruka ostvarili su snažan i dugotrajan učinak na afroameričku kulturu što potvrđuju mnogi suvremeni glazbenici koji je spominju kao važan uzor (među njima su Alicia Keys, Jeff Buckley i Lauryn Hill), kao i raširena uporaba njene glazbe u filmovima i glazbenim obradama.

## Životopis

### Mladost (1933. – 1954.)
Nina Simone, pravim imenom Eunice Kathleen Waymon, rođena je kao šesto od osmero djece u gradiću Tryon u Sjevernoj Karolini u Sjedinjenim Američkim Državama. Klavir je počela svirati u mjesnoj crkvi i u sviranju je pokazivala velik talent. Debitantski koncert, klasični recital, održala je kad joj je bilo deset godina. Tijekom izvedbe, njeni roditelji bili su premješteni iz prvih redova u stražnji dio dvorane kako bi oslobodili mjesta za bijelce. Simone je odbila nastaviti svirati dok im nije dopušteno da se vrate na svoja mjesta. Ovaj događaj doprinio je njenom kasnijem uključivanju u američki pokret za građanska prava.
Simonina majka Mary Kate Waymon bila je stroga svećenica Metodističke crkve, a otac John Divine Waymon majstor za sitne popravke i brijač koji je često patio od lošeg zdravlja. Gđa Waymon radila je i kao spremačica, a njezin poslodavac, kada je čuo za Ninin talent, dao im je sredstva za satove klavira. Nakon toga je ustanovljen i mjesni fond za podršku njenog daljnjeg obrazovanja. Sa sedamnaest godina Simone se seli u Philadelphiju gdje podučava klavir i svira u pratnji drugih pjevača kako bi platila školovanje za klasičnu pijanisticu na njujorškom konzervatoriju Juilliard. Uz pomoć privatnog učitelja, pripremala se za audiciju na Institutu Curtis, ali je bila odbijena. Ideja da je to bilo zato što je crnkinja i žena pojačala je njezinu mržnju prema raširenom rasizmu u to doba prisutnom u američkim institucijama.

### Rani uspjesi (1954. – 1959.)
Simone je svirala u baru zvanom Midtown Bar & Grill na Pacifičkoj aveniji u Atlantic Cityju u New Jerseyju kako bi zaradila za školovanje. Vlasnik je od nje tražio da uza sviranje i pjeva. Godine 1954. uzela je scensko ime Nina Simone jer nije htjela da njena majka zna kako svira "vražju glazbu". Nina  je bilo prema nadimku koji joj je dao prijatelj (od španjolske riječi niña, sa značenjem malena), a Simone prema francuskoj glumici Simone Signoret koju je vidjela u filmu Casque d'or. Simone je svirala i pjevala mješavinu jazza, bluesa i klasične glazbe i time stvorila malu, ali vjernu grupu obožavatelja.
Nakon razdoblja sviranja u malim klubovima, godine 1958. snima verziju arije I Loves You Porgy iz opere Georgea Gershwina koju je naučila s albuma Billie Holiday. Ona je postala jedina njezina pjesma zabilježena na Billboardovoj ljestvici 40 hitova SAD-a. Uskoro za diskografsku kuću Bethlehem Records snima debitantski album Little Girl Blue. Od njega ne ostvaruje veliku financijsku korist budući da je svoja prava prodala za 3000 dolara, čime joj je promaklo preko milijun dolara od tantijema – uglavnom iz uspješnog reizdanja pjesme My Baby Just Cares for Me u 1980-ima.

### Stjecanje popularnosti (1959. – 1964.)
Nakon uspjeha s pjesmom Little Girl Blue, Simone potpisuje ugovor s većom izdavačkom kućom, Colpix Records, nakon čega slijedi niz studijskih i albuma uživo. Simone je imala kreativnu kontrolu nad glazbom koju bi izvodila. U to je vrijeme izvodila samo pop glazbu kako bi zaradila za školovanje za klasičnu pijanisticu. Hrabro je ušla u pregovore jer joj nije bilo važno posjedovati ugovor za snimanja. Takav stav prema glazbenoj industriji zadržat će tijekom većeg dijela svoje karijere.

### Borba za građanska prava (1964. – 1974.)
Surovost rasističkih predrasuda u Americi Simone je upoznala i uz pomoć prijatelja Langstona Hughesa, Jamesa Baldwina i Lorraine Hansberry (autorice pjesme Raisin in the Sun). Godine 1964. od Colpix Records prelazi u nizozemsku kuću Philips Records. Iako je u prije u svom repertoaru imala sadržaj koji upućuje na afroameričke korijene (npr. Brown Baby, Zungo), na prvom albumu za Philips, Nina Simone in Concert (uživo), prvi put se otvoreno bavi rasnom nejednakošću dominantnom u SAD-u, u pjesmi Mississippi Goddam. To je bio njen odgovor na umorstvo Medgara Eversa i bombaški napad na baptističku crkvu u 16. ulici u gradiću Birmingham u Alabami gdje je poginulo četvero crnačke djece. Pjesma je izdana kao singl i bojkotirana u nekim američkim južnjačkim državama. Pjesmom Old Jim Crow na istom albumu reagira na zakone Jima Crowa.
Od tada nadalje poruka borbe za građanska prava postala je standard u njenom snimljenom repertoaru. Pjevala je i govorila na mnogim okupljanjima i prosvjedima, uključujući i pohode od Selme do Montgomeryja. Snimila je obradu pjesme Strange Fruit Billie Holiday o linčovanju crnaca na Jugu, a pjevala je i pjesmu W. Cuneyja Images o nedostatku ponosa u afroameričkih žena. Napisala je i pjesmu Four Women (album Wild is the Wind) o četiri stereotipa afroameričkih žena.
Godine 1967. Simone napušta Philips i potpisuje za izdavača RCA Victor. Na albumu Silk & Soul iz 1967. izvodi pjesme I Wish I Knew How It Would Feel to Be Free i Turning Point koja ilustrira kako bjelačku djecu indoktriniraju rasizmom od najranije dobi. Album Nuff Said iz 1968. sadrži snimke uživo s festivala Westbury Music Fair od 7. travnja 1968., tri dana nakon ubojstva Martina Luthera Kinga. Posvetila mu je cijeli performans i otpjevala pjesmu Why? (The King Of Love Is Dead), koju je za nju napisao njen basist odmah nakon što su čuli vijesti o Kingovoj smrti.
Zajedno s Weldonom Irvineom, Simone pretvara nedovršeno djelo Lorraine Hansberry To Be Young, Gifted and Black u pjesmu borbe za građanska prava, a izvodi ga uživo na albumu Black Gold iz 1970. godine. Studijska izvedba objavljena je kao singl, a pjesma je postala službenom "nacionalnom himnom crne Amerike", te ju je 1972. obradila i Aretha Franklin.

### Kasniji život (1974. – 2003.)
Simone 1970. godine napušta Sjedinjene Države. Neprestan rad i pad popularnosti Američkog pokreta za građanska prava iscrpio ju je, te odlazi u Barbados, očekujući da će je suprug i menadžer Andrew Stroud pozvati kada opet bude trebala pjevati. No Stroud je njezin nagli nestanak (i činjenicu da je ostavila vjenčani prsten) shvatio kao aluziju na razvod. On je kao menadžer imao kontrolu nad njenim prihodima zbog čega Simone nije znala koliko zapravo zarađuje. Po povratku u SAD saznaje da postoje ozbiljni problemi s poreznim službama te opet odlazi u Barbados gdje ostaje dulje vrijeme i održava dugu vezu s tamošnjim premijerom Errolom Barrowom. Bliski prijatelj Miriam Makeba nagovara je da dođe u Liberiju. Nakon toga odlazi živjeti u Švicarsku i Nizozemsku, te se naposljetku od 1992. godine trajno nastanjuje u Francuskoj. Razvod od supruga i menadžera može se sagledati kao kraj njenog najuspješnijeg razdoblja u američkom glazbenom biznisu i početak njenog dijelom samonametnutog progonstva i otuđenja od ostatka svijeta u iduća dva desetljeća.
Nakon posljednjeg albuma za RCA Records It is Finished iz 1974. godine, tek je 1978. godine vlasnik diskografske kuće CTI Records Creed Taylor uspijeva nagovoriti na snimanje novog albuma imena Baltimore. Iako nije bio komercijalno uspješan, primio je dobre kritike i označio tihi umjetnički preporod u njenom radu. Njezin glas nije tijekom godina bio izgubio snagu, a razvio je karakterističnu toplinu i živahnu zrelost. Izbor materijala pokrivao je sve od duhovnih pjesama do pop obrada. Četiri godine kasnije, Simone snima album Fodder On My Wings za francusku diskografsku kuću. To je jedan od njenih najosobnijih albuma jer su gotovo sve pjesme na njemu njene vlastite i autobiografske. U 1980-ima redovito nastupa u jazz klubu Ronnieja Scotta u Londonu gdje 1984. snima album Live at Ronnie Scott's. Iako je njezin stil na sceni pomalo nadmen i hladan, u kasnijim godinama uživala je pričajući publici svoje životne, ponekad humoristične anegdote i primala glazbene želje. Njena autobiografija I Put a Spell on You izdana je 1992. godine. Sljedeće godine snima posljednji album A Single Woman.
Godine 1993. se trajno nastanjuje u mjesto blizu grada Aix-en-Provence u južnoj Francuskoj. Bolovala je od raka dojke nekoliko godina prije nego što je umrla u snu u svom domu u mjestu Carry-le-Rouet, 21. travnja 2003. u dobi od 70 godina. Na njenom sprovodu bili su pjevači Miriam Makeba i Patti Labelle, pjesnikinja Sonia Sanchez, glumac Ossie Davis i stotine drugih. Elton John je poslao cvijeće s porukom "We were the greatest and I love you" ("Bili smo najveći i volim te"). Simonin pepeo razasut je u nekoliko afričkih zemalja. Za sobom je ostavila kćer Lisu Celeste koja je danas glumica i pjevačica pseudonima Simone, a pojavila se u broadwayskoj izvedbi Aide.

## Standardi
Simone je tijekom karijere nakupila niz pjesama koje će uz pjesme za građanska prava postati standardima u njenom repertoaru i po kojima je se pamti, premda se u svoje vrijeme nisu pojavljivale na ljestvicama popularnosti. Među njih spadaju njene autorske pjesme, obrade pjesama (obično uz njen aranžman), kao i pjesme napisane za nju. Otprilike u isto vrijeme kad snima svoj prvi singl, objavljuje My Baby Just Cares For Me, singl koji će kasnije, 1987. godine, postati njen najveći hit pojavljujući se u reklami za parfem Chanel Nº 5. Za tu pjesmu je tada je snimljen i video spot.
Poznate pjesme s njenih albuma za Philips uključuju Don't Let Me Be Misunderstood na albumu Broadway-Blues-Ballads (1964.); I Put a Spell on You; Ne Me Quitte Pas (obrada pjesme Jacquesa Brela) i Feeling Good na albumu I Put A Spell On You (1965.), Lilac Wine i Wild is the Wind na albumu Wild is the Wind (1966.). Pjesme Don't Let Me Be Misunderstood, Feeling Good i Sinnerman (album Pastel Blues iz 1965.) do danas su postigle veliku popularnost u obradama, korištenju samplova, kao i u raznim filmovima, serijalima i računalnim igrama.
Simonine godine suradnje s kućom RCA-Victor urodila je s nekoliko singlova i albuma koji su postigli znatnu popularnost, osobito u Europi. Godine 1968. godine to je bio singl Ain't Got No, I Got Life, miks nekoliko songova iz mjuzikla Kosa na albumu Nuff Said (1968.) koji je postao iznenadni hit dospijevči na drugo mjesto na ljestvici britanskih singlova i otkrivajući je mlađoj publici. Godine 2006. vraća se među prvih 30 u Ujedinjenom Kraljevstvu u obradi Groovefindera. Sljedeći singl, obrada Bee Geesa To Love Somebody ušao je među prvih deset na istoj ljestvici. Singl House of the Rising Sun uspješno se pojavio na albumu Nina Simone Sings The Blues iz 1967., iako je bio snimljen i objavljen još 1961. na albumu Nina At The Village Gate prije verzija Davea Van Ronka i Boba Dylana. Kasnije ju je obradio sastav The Animals, te je postala njihovim najvećim hitom.

## Osobnost, stil i stavovi

### Izvođački stil
Kraljevsko i nadmoćno držanje na pozornoci priskrbili su Nini Simone titulu "Visoke svećenice soula". Na njezine izvedbe uživo nije se gledalo samo kao na koncert, nego kao na happening. U jednom bi koncertu bila i pjevačica i pijanistica i plesačica i glumica i aktivistica, terapeutkinja i pacijentica istovremeno.  Na pozornici je njezina svestranost zaista dolazila do izražaja krećući se od gospela, bluesa, jazza i američkog folka, do izvedbi s utjecajem europske klasične glazbe, i kontrapunktalnih fuga. U programe je uključivala svoje monologe kao i dijaloge s publikom, a često je koristila i tišinu kao glazbeni element. Uspoređivala ih je s masovnom hipnozom, govoreći "Mass hypnosis. I use it all the time."
Postoje mnogi snimci njenih koncerata koji otkrivaju njezinu snagu na pozornici, dosjetljivosti, senzualnost i ponekad naizglednu zloslutnost prema publici. Kroz većinu svoje karijere pratili su je udaraljkaš Leopoldo Flemming i gitarist i glazbeni redatelj Al Schackman.

### "Težak" karakter
Simone je u glazbenoj industriji pratio glas da je hirovita i teška karaktera, čemu se žestoko protivila. 1995. godine hicem iz zračnog pištolja ozlijedila je susjedovog sina jer joj je ovaj smijanjem omeo koncentraciju. Također je pucala na izvršnog direktora izdavačke kompanije kojega je optužila za krađu tantijema. Sada se zna da ova njena osobina nije bila samo rezultat prekomjernog perfekcionizma, nego i mentalnog stanja, najvjerojatnije uzrokovanog bipolarnim poremećajem ili graničnim poremećajem osobnosti. Simone je zbog toga od svojih šezdesetih godina života uzimala, ali nerado, lijekove za svoje zdravstveno stanje. Sve ovo bilo je poznato samo malom broju bliskih prijatelja te je bilo skrivano od javnosti dugi niz godina, sve do biografije Break Down And Let It All Out autora Sylvije Hampton i Davida Nathana objavljene 2004.

### Počasti
Na Dan ljudske dobrote 1974. u Washingtonu je više od 10 tisuća ljudi odalo poštovanje Simone za njenu glazbu i angažiranosti za dobrobit čovječanstva. Od sveučilišta University of Massachusetts i koledža Malcolm X primila je dva počasna doktorata u glazbi i društvenim znanostima, nakon čega je preferirala da je se oslovljava s dr. Nina Simone. Samo dva dana prije smrti, počasnu diplomu dodijelio joj je Curtis Institute, škola koja ju je odbila na početku njene karijere.

### Pogled na homoseksualnost
Među Simoninim obožavateljima i osobnim prijateljima bio je znatan broj homoseksualnih ljudi. Njen stav prema homoseksualnosti može se opisati kao ambivalentan. S jedne strane, bio je određen njenim strogim vjerskim odgojem koji se protivi homoseksualnosti, a s druge je bila svjesna njene raširenosti među obožavateljima i u zabavljačkoj industriji. Mnogi njoj bliski ljudi bili su homoseksualnog identiteta, uključujući i mlađeg brata, te spisatelji Lorraine Hansberry, Langston Hughes i James Baldwin, kao i osnivači europskog kluba obožavatelja, David Nathan i Sylvia Hampton. Oni u svojoj biografiji iznose kako Simone nije imala problem s homoseksualcima dok god o toj temi nije morala slušati eksplicitne razgovore.

## Ostavština
Ninu Simone glazbenici iz raznih glazbenih stilova često navode kao svoj uzor i izvor nadahnuća. Među takvima su Jeff Buckley, Lauryn Hill, Alicia Keys, i Mary J. Blige.

John Lennon je Simoninu inačicu pjesme I Put a Spell on You naveo kao izvor nadahnuća za pjesmu Beatlesa Michelle.
Među glazbenicima koji su obradili njene pjesme su Jeff Buckley, David Bowie, Aretha Franklin, Donny Hathaway, The Animals, Muse, Michael Bublé, Katie Melua i Timbaland. Njena glazba često se pojavljuje u filmovima, računalnim igrama, remiksima, reklamama i televizijskim serijalima.

### Glazba u filmu
- Točka bez povratka (Point of No Return, 1993.) s pjesmama "Here Comes The Sun", "I Want A Little Sugar In My Bowl", "Feeling Good", "Wild Is the Wind" i "Black Is The Color Of My True Love's Hair".
- Sasvim malo ubojstvo (Shallow Grave, 1994.), pjesma "My Baby Just Cares for Me".
- Zavodljiva ljepota (Stealing Beauty, 1996.), pjesma "My Baby Just Cares for Me".
- Veliki Lebowski (The Big Lebowski, 1998.), obrada pjesme Dukea Ellingtona "I Got It Bad (and That Ain't Good)".
- Afera Thomasa Crowna (The Thomas Crown Affair, 1999.), "Sinnerman".
- Scarlet Diva (2000.), "Wild Is the Wind"
- Scrubs (2001.), "Sinnerman".
- Bourneov Identitet (The Bourne Identity, 2002.)
- Ples ubojica (The Dancer Upstairs, 2002.), "Who Knows Where the Time Goes".
- Cellular (film) (2004.), remiks pjesme "Sinnerman", autor Felix da Housecat.
- Prije sumraka (2004) (Before Sunset, 2004.), pjesma "Just in Time" važan je dio završetka filma.
- Opake čizme (Kinky Boots, 2005), pjesme "Wild Is the Wind" i "I Put a Spell on You".
- Poroci Miamija (Miami Vice, 2006.), remiks pjesme "Sinnerman", autor Felix da Housecat.
- Inland Empire (2006.), montirana inačica pjesme "Sinnerman".
- Posljednji provod (Last Holiday, 2006), pjesma "Feeling Good"
- Žetva (The Reaping, 2007.), pjesma "Take Me to the Water".
- Tajnosti (2007.), pjesme "Little Girl Blue", "Wild Is the Wind", "Feeling Good" i "Love Me or Leave Me".
- Nuovomondo (Zlatna vrata) (2007.), pjesme "Feeling Good" i "Sinnerman"
- Dva metra pod zemljom, 2. sezona, epizoda "Everything Ends" (2005.), pjesma "Feelin' Good"
- Sex and the City (film) (2008.), pjesma "The look of love" u vidu remixa urađenog od strane Madison Park vs. Lenny B.

## Diskografija
| Godina | Album                        | Tip                     | Kompanija         | Billboard          |
| ------ | ---------------------------- | ----------------------- | ----------------- | ------------------ |
| 1958.  | Little Girl Blue             | studijski               | Bethlehem Records |                    |
| 1959.  | Nina Simone and Her Friends  | studijski               | Bethlehem         |                    |
| 1959.  | The Amazing Nina Simone      | studijski               | Colpix Records    |                    |
| 1959.  | Nina Simone at Town Hall     | uživo/studijske snimke  | Colpix            |                    |
| 1960.  | Nina Simone at Newport       | uživo                   | Colpix            | 23 (pop)           |
| 1960.  | Forbidden Fruit              | studijski               | Colpix            |                    |
| 1962.  | Nina at the Village Gate     | uživo                   | Colpix            |                    |
| 1962.  | Nina Simone Sings Ellington  | uživo                   | Colpix            |                    |
| 1963.  | Nina's Choice                | kompilacija             | Colpix            |                    |
| 1963.  | Nina Simone at Carnegie Hall | uživo                   | Colpix            |                    |
| 1964.  | Folksy Nina                  | uživo                   | Colpix            |                    |
| 1964.  | Nina Simone in Concert       | uživo                   | Philips Records   | 102 (pop)          |
| 1964.  | Broadway-Blues-Ballads       | studijski               | Philips           |                    |
| 1965.  | I Put a Spell on You         | studijski               | Philips           | 99 (pop)           |
| 1965.  | Pastel Blues                 | studijski               | Philips           | 8 (crnački)        |
| 1966.  | Nina Simone with Strings     | studijski               | Colpix            |                    |
| 1966.  | Let It All Out               | uživo/studijski         | Philips           | 19 (crnački)       |
| 1966.  | Wild Is the Wind             | studijski               | Philips           | 12 (crnački)       |
| 1967.  | High Priestess of Soul       | studijski               | Philips           | 29 (crnački)       |
| 1967.  | Nina Simone Sings the Blues  | studijski               | RCA Records       | 29 (crnački)       |
| 1967.  | Silk & Soul                  | studijski               | RCA               | 24 (crnački)       |
| 1968.  | Nuff Said                    | uživo/studijski         | RCA               | 44 (crnački)       |
| 1969.  | Nina Simone and Piano        | studijski               | RCA               |                    |
| 1969.  | To Love Somebody             | studijski               | RCA               |                    |
| 1970.  | Black Gold                   | uživo                   | RCA               | 29 (crnački)       |
| 1971.  | Here Comes the Sun           | studijski               | RCA               | 190 (pop)          |
| 1972.  | Emergency Ward               | uživo/studijski         | RCA               |                    |
| 1974.  | It Is Finished               | uživo                   | RCA               |                    |
| 1978.  | Baltimore                    | studijski               | CTI Records       | 12 (jazz)          |
| 1980.  | The Rising Sun Collection    | ?                       | Enja              |                    |
| 1982.  | Fodder on My Wings           | studijski               | Carrere           |                    |
| 1984.  | Backlash                     | uživo                   | StarJazz          |                    |
| 1985.  | Nina's Back                  | studijski               | VPI               |                    |
| 1985.  | Live & Kickin                | uživo                   | VPI               |                    |
| 1987.  | Let It Be Me                 | ?                       | Verve             |                    |
| 1987.  | Live at Ronnie Scott's       | uživo                   | Hendring-Wadham   |                    |
| 1993.  | A Single Woman               | studijski               | Elektra Records   | 3 (top jazz)       |
|        | Dodatna diskografija         |                         |                   |                    |
| 1969.  | A Very Rare Evening          | uživo                   | ?                 |                    |
| 2003.  | Gold                         | studijski, remasteriran | Universal/UCJ     |                    |
| 2004.  | Nina Simone's Finest Hour    | kompilacija             | Verve/Universal   |                    |
| 2005.  | The Soul of Nina Simone      | ?                       | RCA DualDisc      |                    |
| 2006.  | The Very Best of Nina Simone | kompilacija             | Sony BMG          |                    |
| 2006.  | Remixed and Reimagined       | remiks                  | Legacy/SBMG       | 5 (suvremeni jazz) |

## Vanjske poveznice
- Nina Simone – službene stranice
- L'hommage: Nina Simone – Arhivska stranica
- The Nina Simone Web  Arhivirana inačica izvorne stranice od 13. studenoga 2006. (Wayback Machine) – Stranice s podrobnim informacijama o Nini Simone
- Nina Simone at The Music Box – Zbirka kritika